# سيلور مون (سلسلة ألعاب)
سلسلة ألعاب سيلور مون مقتبسة من مسلسل الأنمي الذي يحمل نفس الاسم، والذي بدوره مبني على المانغا التي تم تأليفها من طرف ناوكو تاكيوتشي. أُطلقت هذه الألعاب في اليابان في ذروة شهرة السّلسلتين. في نهاية سنة 1995 كان هناك أكثر من عشر أنواع من الألعاب، وكلّ نوع منها كانت نسبة مبيعاتها بين 200.000 إلى 300.000 نسخة.

## سيلورمون 1993
سيلور مون (أو بيشوجو سينشي سيلور مون) لعبة من نوع "أبرحهم ضرباً" (Beat 'em up) تم تطويرها من طرف شركة أرك سيستم وركس وتم نشرها من طرف شركة أنجل سنة 1993 ونشرتها شركة بانداي في فرنسا سنة 1994. كل من النّسختين كانتا موجّهتين لمشغل الألعاب سوبر نينتاندو.

### الشخصيات الرئيسيّة
- يوساجي تسوكينو وهي الشّخصيّة الرّئيسية في اللّعبة، تتحوّل إلى المقاتلة سيلور مون
- آمي ميزونو وهي تتحوّل إلى سيلور ميركوري
- ماكوتو كينو وهي تتحوّل إلى سيلور جوبيتر
- راي هينو وهي تتحوّل إلى سيلور مارس
- ميناكو أينو وهي تتحوّل إلى سيلور فينوس

### الشخصيّات الثانوية
- توكسيدو ماسك وهو يظهر وقت إعلان النّتيجة في اللّعبة
- تشيبوسا وهي تظهر في نهاية اللّعبة مع لونا بي
- لونا وهي تظهر في الفواصل بين مستويات اللّعبة
- أرتيميس وهو يظهر في الفواصل بين مستويات اللّعبة
- فوبوس أو ديموس يظهر أحدهما في الفواصل بين مستويات اللّعبة

### الأشرار
- الملكة بيريل وهي الشّخصيّة الرئيسية الشّريرة في اللعبة
- باكيني وهو الزعيم الذي يظهر في المستوى الأول، وهو حيّ أزابو جوبان
- موريدو وهي زعيمة المستوى الثاني والذي يسمى دريم لاند، أرض الملاهي والألعاب
- زايوسايت وهو زعيم المستوى الثالث، مستوى المصنع. قام بالتّنكر بشكل سيلورمون
- كونزايت وهو زعيم المستوى الرابع، قصر الألفية الفضية والقطب الشّمالي النّقطة D
- الأمير إنديميون وهو زعيم المستوى الأخير مع الملكة بيريل. المستوى يسمى مملكة الظلام وهو حيث يوجد مقر الملكة في الأساس

### الأشرار الثانويين
أكان، غاروبن، جيجي، جيسين، جوميو. يظهر كلّ منهم في المستويات على شكل مستنسخين بألوان مختلفة.

## طريقة اللّعب
يستطيع اللاّعب اختيار أحد أنماط اللّعب، إمّا أن يلعب وحده أو مع شريك. في كلّ من الحالتين يستطيع كلّ لاعب أن يختار مقاتلة واحدة من الخمسة.
كلّ مقاتلة تستطيع القفز في ثلاث إتّجاهات: القفزعمودي، إلى الأمام وإلى الخلف مع توجيه الَضربات. بالإضافة إلى الضرب العادي، فإنّ اللاّعب يستطيع إمساك أحد الأشرار ورميه مباشرة أو إمساكه وضربه، بالنّسبة للضرب فهو خاصيّة فقط لسيلور مون وسيلور مارس فقط أمأ البقيّة فعناك إمساك ورمي أو إسقاط على الأرض فقط. إذا تعرّضت إحدى المقاتلات للضّرب من طرف الأشرار فإنّ النّتيجة ستكون نقصان مؤشّر الحياة المتواجد أعلى الشّاشة. توجد أشياء تزيد من مؤشّر الحياة إذا قامت المقاتلة بالتقاطها، مثل المثلّجات والحلوى.
يستطيع اللاعب كذلك إطلاق القوى الخاصّة لكلّ محاربة بالإستمرار بالضّغط على زرّ توجيه الضّربات. عند وصول مؤشّر الحياة إلى الصّفر فإنّ المحاربة تعاود الرّجوع، ويتكرّر الأمر إلى أن لا تبقى أيّ محاولة أو مواصلة، عندها ينتهي اللّعب.

## القصة
تعود قصة اللّعبة إلى أحداث الجزء الأوّل من الأنمي، حيث يقوم أتباع مملكة الظلام بالقدوم إلى مدينة طوكيو ومحاولة لجمع الطّاقة من البشر. في اللّعبة يحاول المستنسخون القضاء على الفتيات وهنّ يحاولن الوصول إلى مملكة الظّلام. تبدأ إحداهنّ من حيّ أزابو وتنتهي إلى مأوى القط باكيني، ثمّ تنطلق إلى مدينة الملاهي وصولاً إلى مستوى الحلوى، بعدها تنطلق إلى المصنع حيث هناك ينتظر زايوسايت متنكّراً بهيئة سيلور مون. وعند هزيمته فإن كونزايت ينتظرهن في النّقطة دي المتواجدة في القطب الشّمالي بعد أن يقمن بالمرور بقصر الألفيّة الفضّيّة. بعدها تتمّ المواجهة بين إنديميون المنوّم مغناطيسيّاً. عند هزيمته فإنّ الملكة بيريل تقوم من مكانها محاولة هزيمة المحاربات.
تعتمد نهاية اللّعبة على مستوى الصّعوبة، إذا كانت عاديّة فإنّ مشهد هزيمة الملكة هو الوحيد الذي سيظهر. أما إن كانت اللعبة صعبة واللاعب يلعب بسيلور مون فإنّ مشهد تقبيل بين توكسيدو ماسك ويوساجي سيظهر.